# معرفات اللدائن

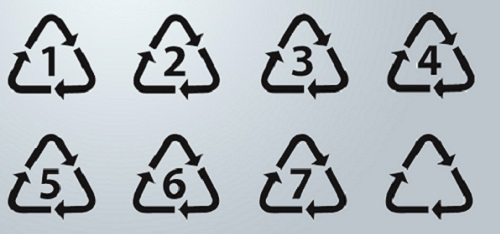
أرقما تعريف المواد البلاستيكية

يمثل هذا الرقم نوع البلاستيك المستخدم في تصنيع هذا النوع أو ذاك من القوارير. مثلا تكون القارورة التي تحمل الرقم خمسة مصنوعة من البولي بروبيلينPP ، بينما يشير الرقم واحد إلى بولي إيتيلين تيريفتالات.
أحيانا يشار إلى الأنواع المختلفة من البلاستيك ب «الراتنجات»، وتعرف الأرقام المذكورة ب «رموز هوية الراتنجات» أو «أرقام تعريف البلاستيك» ويرمز لها اختصاراRIC وهي تمثل كما يلي:
1 : يدلنا أن نوع البلاستيك المستخدم هو بولي ايتيلين تيريفتالاتPET ، يتميز بالشفافية والقوة كما أنه يشكل حاجزا يمنع عبور الغازات والرطوبة، مستخدم عادة في تخزين الماء والمشروبات العذبة ومطربانات المربيات.
هذه العبوات تقوم بامتصاص جزء من المواد المعبأة بها، وقابلة لنمو البكتيريا فيها؛ لذا فيجب استخدامها ” لمرة واحدة فقط “و بعدها نقوم بالتخلص منها ولا يُعاد تعبئتها أبدا.
2 : نوع البلاستيك هنا هو بولي ايتيلين عالي الكثافةPE-HD : شفاف، صلب، مقاوم للرطوبة ولكنه نفوذ للغازات. يستخدم في صناعة القوارير المستعملة لتعبئة الحليب، العصير والماء، والأكياس المخصصة لنقل القمامة وأكياس البيع بالتجزئة.
تستخدم في صناعة زجاجات اللبن الموجودة بالأسواق وزجاجات الصابون السائل والشامبوهات.
تلك الزجاجات وجد أنها لا تنقل أي مواد كيميائية إلى المواد الغذائية المعبأة بها في درجة الحرارة العادية.
3 : يشير إلى بولي فينيل الكلورPVC : شفاف، صلب، متعدد الاستخدامات وسهل المزج مع مكونات أخرى، يستخدم في قوارير العصير، الشرائط اللاصقة وغيرها.
تستخدم في صناعة زجاجات الزيت، كما تدخل في صناعة المواسير البلاستيكية.
يجب التقليل من استخدامها لوجود مواد بها تؤثر على الهرمونات في الجسم. وجودها في درجة حرارة عالية يؤدي لخروج مادة كيماوية مسرطنة.
4 : أي أن نوع البلاستيك هو بولي ايتيلين منخفض الكثافة PE-LD : صلب، شفاف، حاجز ضد الرطوبة، سهل المعالجة والمزج. يستخدم في الأكياس المخصصة لحفظ الأغذية المجمدة، قوارير العسل والشرائط اللاصقة.
تستخدم في صناعة الأكياس البلاستيكية والأكياس البلاستيكية المطاطة التي نغلف بها المخبوزات. هي آمنة ولا تسبب انتقال مواد كيماوية للأطعمة ” في درجة الحرارة العادية “.
5 : نوع البلاستيك هو بولي بروبيلين PP : مقاوم للحرارة والمواد الكيميائية، متعدد الاستعمالات ويشكل حاجزا ضد الرطوبة. يستعمل بصناعة الأواني القابلة للاستخدام في فرن الميكروويف، أوعية اللبن، علب السمن، وفي الصحون والأكواب التي تستخدم لمرة واحدة.
يدخل في صناعة أكواب الزبادي.  هي آمنة ولا تسبب انتقال مواد كيماوية للأطعمة في درجة الحرارة العادية.
ا
6 : البلاستيك هو بولي سيترين PS : متعدد الاستعمالات، شفاف وسهل الصناعة. يستخدم في صناعة الكرتون الأبيض، الصواني وأدوات المطبخ البلاستيكية، وفي تعبئة الفول السوداني.
يدخل في صناعة الأكواب البلاستيكية والفوم التي تستخدم لشرب القهوة وخلافه. هي مادة محتمل أن تنقل مواد مسرطنة من البلاستيك للأطعمة والمشروبات.
7 : يتألف البلاستيك هنا من مواد أخرى غالبا ما تكون بولي كاربونات، وبالتالي تعتمد الخصائص على نوع البوليمير أو مزيج البوليميرات المستعملة. يستخدم في التغليف الإلكتروني، صناديق الحواسيب، النظارات الشمسية، وبصناعة قوارير حليب الأطفال.
و من أنواع البلاستيك ورموزه رقم 7 وهو الأخطر؛ لأنه يرمز لعدة مواد منها “بولي كاربونات” التي تحتوي على سم البيسفينولbisphenol-A (BPA) التي تؤدى إلى خلل بعض الهرمونات في الجسـم وتسبب العديد من المشكلات منها: لذلك فهي لها صلة بأمراض سرطان الثدي والرحم بالسيدات وأيضا نقص هرمون ” التستيرون ” عند الرجال وأخطار مدمرة على الأطفال خاصة أنه كان يُصنع منه بعض ألعاب وأدوات الأطفال، وأيضا العديد من المنتجات كالنظارات وحافظات الهواتف.
قالب:مواد بلاستيكية